# 溫徹斯特神祕屋

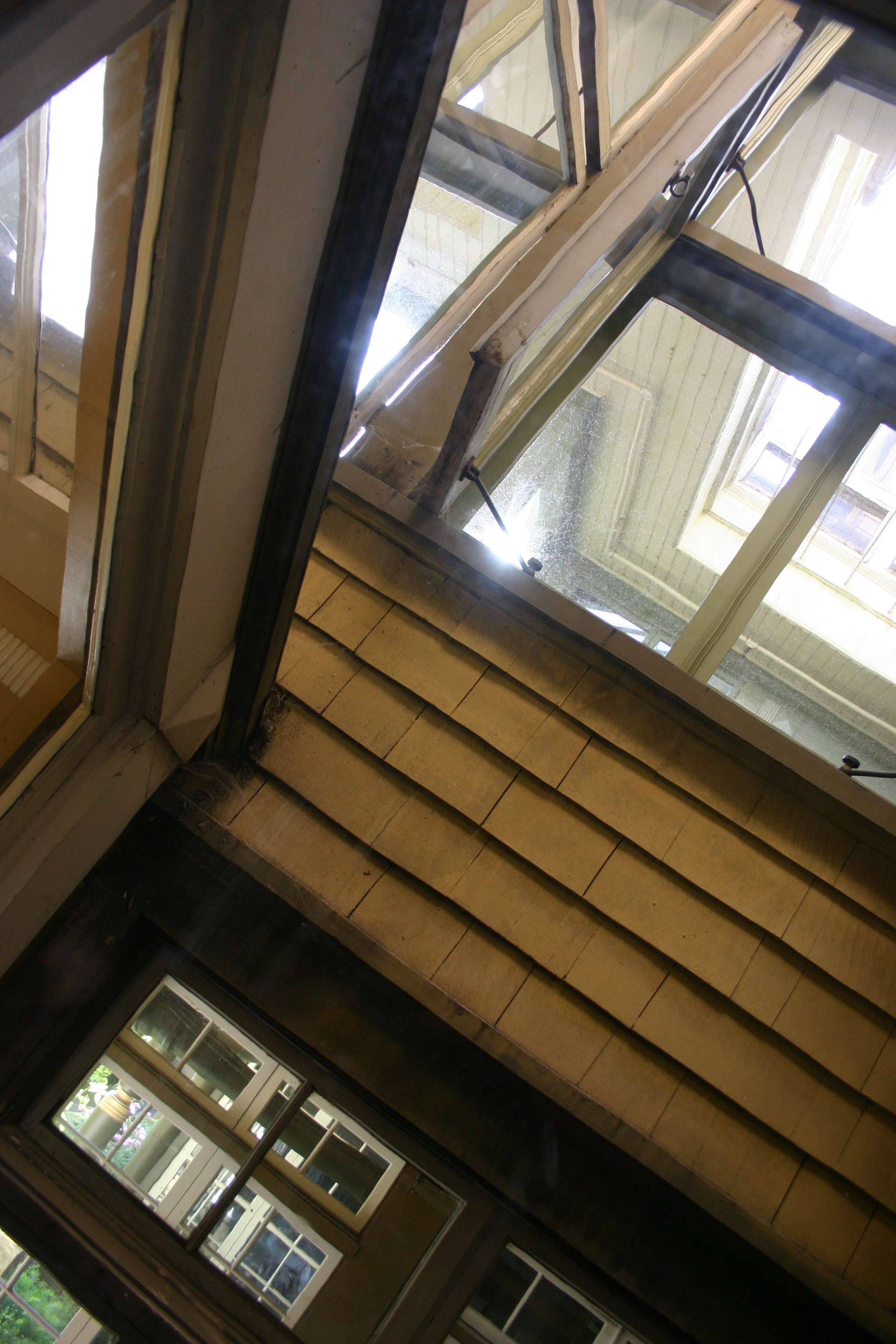
房屋內的窗戶

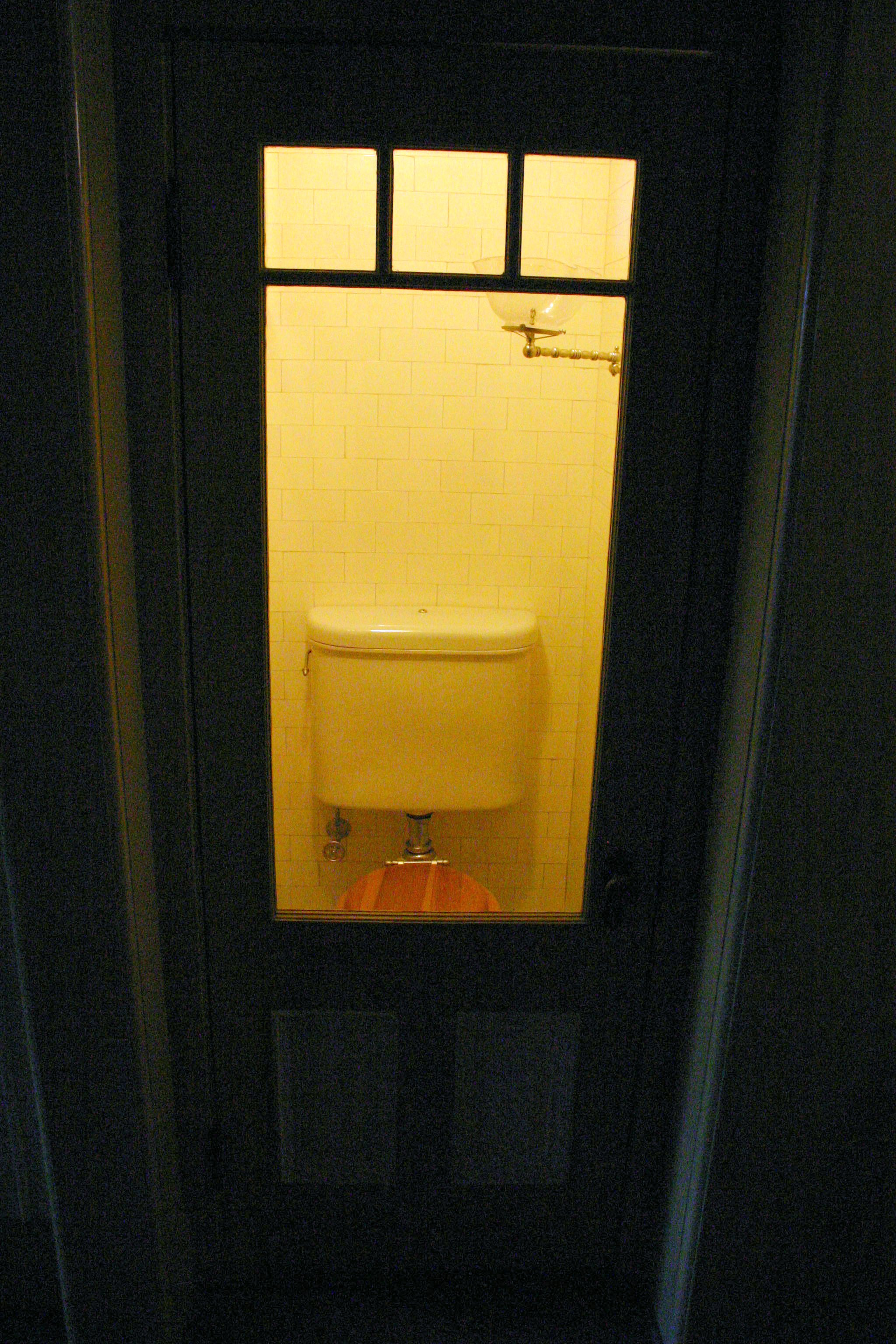
浴室的圖片

溫徹斯特神祕屋（英語：Winchester Mystery House）是一棟位於美國加利福尼亚州聖荷西的宅邸，過去由槍支鉅賈威廉·溫徹斯特的遺孀莎拉·溫徹斯特所擁有。該屋坐落於溫徹斯特南街525號。這座以安妮女皇式維多利亞建築風格修建的宅邸，以其龐大的體量，瑰麗的建築工藝及不完全統一的建築理念而聞名聖荷西。該屋作為加州地標之一並入選國家歷史名錄。目前，該屋為私人所有，對公眾遊客開放。
自1884年開始建造起，包含溫徹斯特夫人在內，許多人宣稱這棟建築有著被溫徹斯特步槍殺害的幽靈出沒。根據一些傳言記載，在溫徹斯特夫人的連日監督下，該屋夜以繼日地建造，不曾中斷，建造工人的敲擊聲在1922年9月15日溫徹斯特夫人去世當天停止，神秘屋終於宣告完工。

## 外部連結
- 官方网站